# Kirchplatz Oberndorf (Oste)

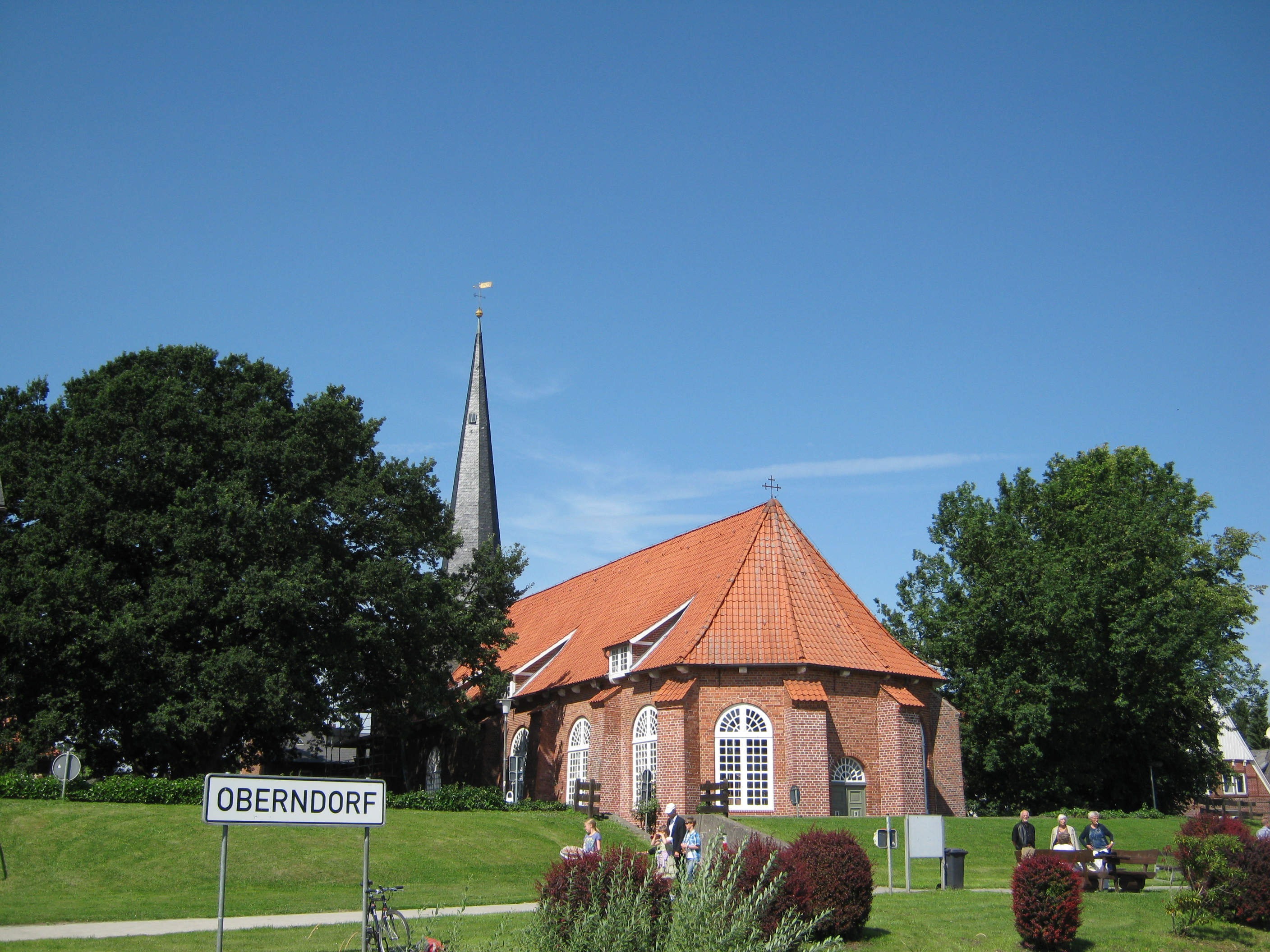
Platz und Kirche, Blick von der Oste aus

Der Kirchplatz Oberndorf (Oste), zwischen Bei der Kirche und Deichweg, direkt an der Oste, in der niedersächsischen Samtgemeinde Land Hadeln, Gemeinde Oberndorf (Oste) im Landkreis Cuxhaven, stammt vom 14. Jahrhundert, die Häuser zumeist aus dem 19. Jahrhundert. Aktuell (2024) werden sie als Wohnhäuser genutzt.
Die Gebäude stehen unter Denkmalschutz (siehe auch Liste der Baudenkmale in Oberndorf (Oste)).

## Geschichte und Beschreibung
1316 wurde Oberndorf als Overdorpe erstmals urkundlich erwähnt. Die erste gotische Kirche und der noch bestehende Turm entstanden wahrscheinlich um 1300. 1653 wurde hier die heutige Kirche erstellt.
Der Kirchplatz südlich der barocken Saalkirche wird begrenzt mit einer Platzrandbebauung nach Westen durch das Wohn- und Geschäftshaus der Nr. 4, nach Süden als Abschluss durch das Doppelhaus Nr. 9/10 und das Wohnhaus Nr. 11 sowie der Nordgiebel des stattlichen, gründerzeitlichen Wohnhauses Deichweg 1 und nach Osten mit dem Deichweg, mit dem Ostedeich als natürliche Grenze. Im südlichen Bereich der Fläche befinden sich drei Gefallenendenkmale zum Gedenken an den Deutsch-Französischen Krieg 1870/71, den Ersten Weltkrieg und den Zweiten Weltkrieg sowie ein historischer Eichenbestand. Auf der Freifläche zwischen der Straße „Bei der Kirche 4 und 8“ stand bis in die 1920er-Jahre des vorigen Jahrhunderts ein Fachwerkbau, der erste Oberndorfer Schulbau. Nach der Auflassung des Friedhofes wurde die Fläche als Marktplatz, auch für saisonale Jahrmärkte, genutzt. Heute hat er überwiegend die Bedeutung eines Denkmalplatzes.
Die Gruppe der denkmalgeschützten Gebäude an der Straße Bei der Kirche besteht aus der
- Nr. 4: Wohn- und Geschäftshaus von 1896 als zweigeschossiger traufständiger klassizistischer Backsteinbau auf niedrigem Sockel mit schiefergedecktem Satteldach mit Walm an der Nordseite und mit First- und Giebelstaffeln an der Südseite, an der Nordwestecke leicht abgeschrägt mit großem Fenster (ehemalige Ladennutzung), mit Zahnschnittfriesen an den Fenstern, Gurtgesimsen und Ortgängen,[2]
- Nr. 8: Wohnhaus vom Anfang des 19. Jahrhunderts als zweigeschossiger traufständiger Backsteinbau mit Walmdach mit roter Hohlpfannendeckung, im OG nach Süd, Nord und Ost in Fachwerk sowie siebenachsige Backsteinfassade,[3]
- Nr. 9/10: Doppelwohnhaus vom Ende 18. / Anfang 19. Jahrhunderts als zweigeschossiger traufständiger Backsteinbau mit Walmdach, an südlicher Traufseite in Fachwerk, teilweise in Geschossbauweise ausgeführt; errichtet als Erweiterung des ursprünglich freistehenden Fachwerkhauses Nr. 10 von 1580; beide Häuser unter einem Walmdach zusammengefasst und mit gemeinsamer Backsteinfassade versehen mit zum Teil modernen Fenstern, im Kern wohl das älteste Bauwerk des Ortes,[4][5]
- Nr. 11: Wohnhaus von um 1800 als zweigeschossiger traufständiger Backsteinbau mit Satteldach, am nördlichen Traufgesims Balkenköpfe sichtbar und Zieranker in Erdgeschossdeckenhöhe, südliche Traufseite in Fachwerk mit Steinausfachung, teils in Geschossbauweise, entstanden als Umbau eines Altbaus,[6]
- Nr. 12: Saalkirche St. Georg von 1653.[7]
- Nr. 13: Kirchhof, anfänglich Friedhof mit den Gefallenendenkmälern sowie dem alten Eichenbestand; ein Hoffmann-von-Fallersleben-Denkmal steht am Deich,[8]

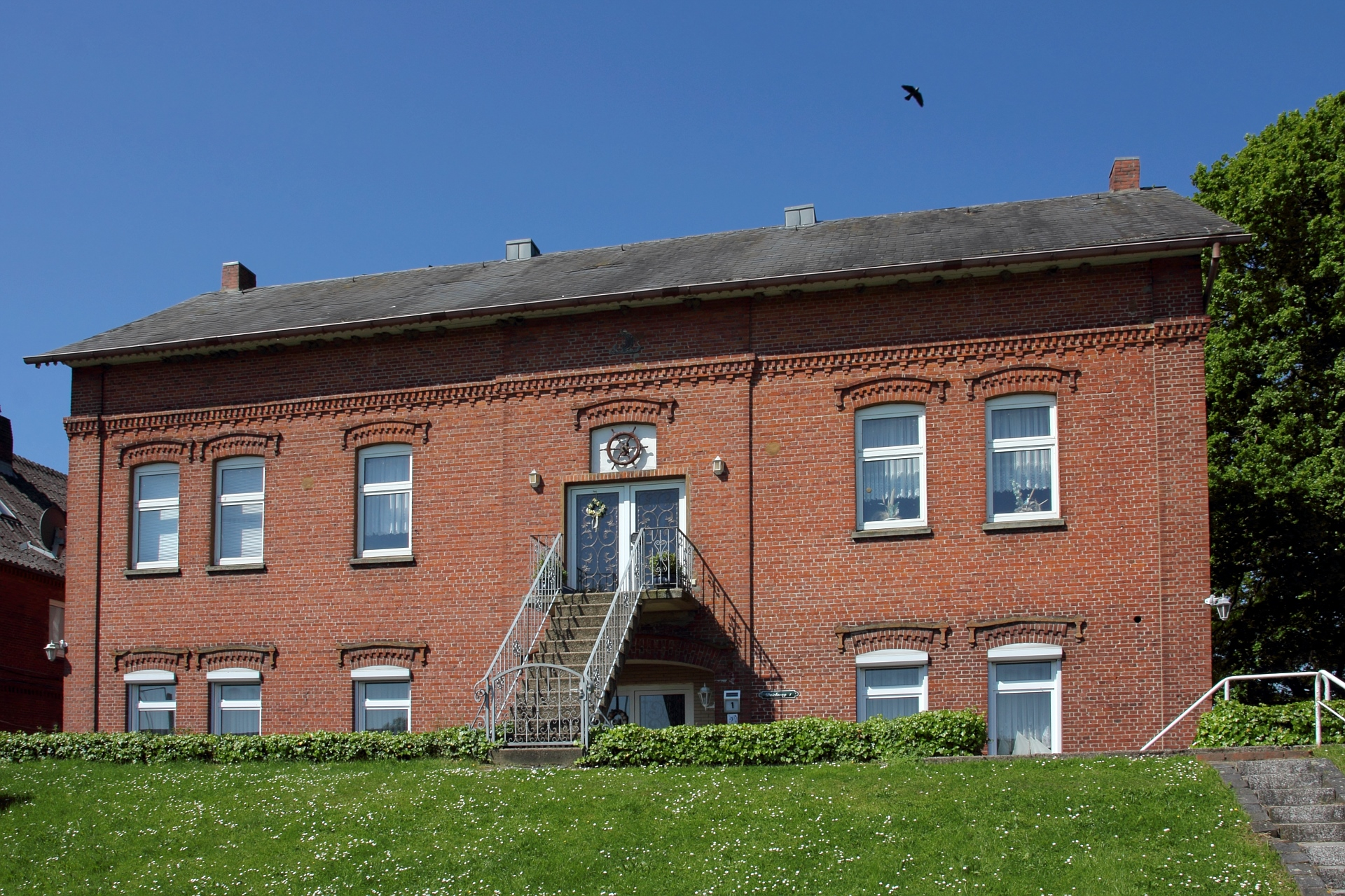
Deichweg 1

- Deichweg Nr. 1: Wohnhaus von um 1870/80 als zweigeschossiger traufständiger Backsteinbau mit Drempel mit Satteldach; Fassadengliederung durch zeittypische Backsteinverzierungen an Gesimsen und segmentbogenförmiger Fensterverdachungen, die nördliche Giebelseite ragt als südliche Begrenzung des Kirchplatzes weit empor durch die leicht erhöhte Lage am Deich, eine Treppe führt vom Deich zum Eingang in das Obergeschoss. Einige Wohnungen werden als Urlaubsunterkünfte genutzt[9]

Das Landesdenkmalamt befand u. a.: „… besondere ortsgeschichtliche und ortsbildprägende Funktion …“